# Lijst van voormalige watergedreven molens in Noord-Brabant
Veel Brabantse watermolens staan vermeld op een kaart uit de atlas "Theatrum Orbis Terrarum" uit 1645 van Joan Blaeu. De nog bestaande watermolens zijn opgenomen in een andere lijst.
Voormalige watermolens in Noord-Brabant:
| Naam                         | Waterloop       | Plaats         | Gemeente       | Provincie     | Type molen     | Functie                                        | Zichtbare restanten | Huidig gebruik          | Foto |
| ---------------------------- | --------------- | -------------- | -------------- | ------------- | -------------- | ---------------------------------------------- | ------------------- | ----------------------- | ---- |
| Antselse Watermolen          | Grote Waterloop | Liempde        | Boxtel         | Noord-Brabant | ?              | schorsmolen                                    | verdwenen           | geen                    |      |
| Beekse Molen                 | Molenbeek       | Vierlingsbeek  | Boxmeer        | Noord-Brabant | ?              | korenmolen                                     | restant             | geen                    |      |
| Belgerense Watermolen        | Astense Aa      | Vlierden       | Deurne         | Noord-Brabant | ?              | korenmolen, oliemolen                          | verdwenen           | geen                    |      |
| Blaarthemse Watermolen       | Gender          | Blaarthem      | Eindhoven      | Noord-Brabant | ?              | korenmolen, oliemolen                          | restant             | geen                    |      |
| Borchmolen                   | Dommel          | Sint-Oedenrode | Sint-Oedenrode | Noord-Brabant | ?              | korenmolen, volmolen                           | verdwenen           | geen                    |      |
| Boxtelse Watermolen          | Smalwater       | Boxtel         | Boxtel         | Noord-Brabant | ?              | korenmolen, zaagmolen, schorsmolen en volmolen | restant             | bloemenwinkel, woonhuis |      |
| Gemertse Watermolen          | Rips            | Gemert         | Gemert-Bakel   | Noord-Brabant | ?              |                                                | verdwenen           | geen                    |      |
| Getijdenmolen Bergen op Zoom |                 | Bergen op Zoom | Bergen op Zoom | Noord-Brabant | onderslagmolen | korenmolen                                     | restant             | geen                    |      |
| Goirlese Watermolen          | Nieuwe Leij     | Goirle         | Goirle         | Noord-Brabant | onderslagmolen | korenmolen                                     | verdwenen           | geen                    |      |
| Kasterense Watermolen        | Dommel          | Liempde        | Boxtel         | Noord-Brabant | ?              | korenmolen, oliemolen                          | verdwenen           | geen                    |      |
| Keersoppermolen              | Keersop         | Riethoven      | Bergeijk       | Noord-Brabant | ?              | korenmolen, oliemolen                          |                     | geen                    |      |
| Loondermolen                 | Dommel          | Waalre         | Waalre         | Noord-Brabant | ?              | korenmolen                                     | molenhuis           | geen                    |      |
| Muystermolen                 | Kleine Beerze   | Oostelbeers    | Oirschot       | Noord-Brabant | ?              | korenmolen                                     | verdwenen           | nvt                     |      |
| Sonse Watermolen             | Dommel          | Son            | Son en Breugel | Noord-Brabant | ?              | korenmolen                                     | verdwenen           | geen                    |      |
| Stipdonkse Watermolen        | Aa              | Lierop         | Someren        | Noord-Brabant | ?              | korenmolen                                     | verdwenen           | geen                    |      |
| Strabrechtse Watermolen      | Kleine Dommel   | Heeze          | Heeze-Leende   | Noord-Brabant | ?              | korenmolen                                     | verdwenen           | geen                    |      |
| Stratumse Watermolen         | Dommel          | Eindhoven      | Eindhoven      | Noord-Brabant | ?              | korenmolen, spinmolen                          | fundering           | geen                    |      |
| Ter Vloet                    | Vlier           | Kerkeind       | Deurne         | Noord-Brabant | ?              | oliemolen                                      | verdwenen           | geen                    |      |
| Vorselse Molen               | Grote Beerze    | Bladel         | Bladel         | Noord-Brabant | ?              |                                                | verdwenen           | geen                    |      |
| Watermolen Escharen          | Raam            | Escharen       | Grave          | Noord-Brabant | onderslagmolen | korenmolen, oliemolen                          | verdwenen           | geen                    |      |
| Watermolen van Oerle         | Zonderwijkse Aa | Oerle          | Veldhoven      | Noord-Brabant | ?              | korenmolen                                     | verdwenen           | geen                    |      |
| Watermolen van Schaft        | Dommel          | Schaft         | Valkenswaard   | Noord-Brabant | ?              | korenmolen                                     | verdwenen           | geen                    |      |
| Westerhovense Watermolen     | Keersop         | Westerhoven    | Bergeijk       | Noord-Brabant | ?              | korenmolen                                     | verdwenen           | geen                    |      |
| Woenselse Watermolen         | Dommel          | Woensel        | Eindhoven      | Noord-Brabant | ?              | volmolen                                       | verdwenen           | geen                    |      |
| Molen van Wolfswinkel        | Grote Beerze    | Bladel         | Bladel         | Noord-Brabant | ?              |                                                | verdwenen           | geen                    |      |
| Wolfswinkelse Watermolen     | Dommel          | Nijnsel        | Sint-Oedenrode | Noord-Brabant | ?              |                                                | verdwenen           | geen                    |      |